# オットー・ブルンフェルス

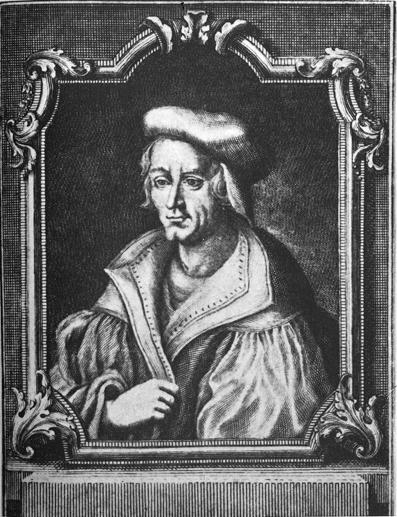
Otto Brunfels

オットー・ブルンフェルス（Otto Brunfels、または Brunsfels、Braunfels、1488年 - 1534年11月23日 ）は、ドイツの神学者、植物学者である。カール・フォン・リンネによって、「植物学の父」の1人と称された。
マインツに生まれた。マインツ大学で神学と哲学を学んだ。マインツのカルトジオ会の修道院に入り、その後シュトラスブルク近くのKönigshofenの修道院に入った。シュトラスブルクで、Nikolaus Gerbelと出会い、ハーブの効能について聞かされ、植物の研究に熱中するようになった。 
ウルリヒ・フォン・フッテンらとともに、修道院の改革に乗り出し、彼はシュトラスブルクのカルメル会の学校長として8年間務めた。1550年に皇帝の命令で、ルーヴェン大学が重要な異端者のリストを作成し公開したが、その最初にブルンフェルスがあげられた。デジデリウス・エラスムスに反対し、ウルリヒ・フォン・フッテンを擁護し、ヤン・フスの遺産からの原稿を公開した。1527年のブルンフェルスのCatalogi virorum illustriumは、福音派の教会の歴史の最初の本であると考えられている。
ウルリヒ・フォン・フッテンが死んだ後、ブルンフェルスの宗教的立場は、マルティン・ルターとフルドリッヒ・ツヴィングリと論争に巻き込まれた。スイスに移り、バーゼル大学で医学を勉強し始め、1532年に没することになるベルンで市医師となった。
神学に関する著作のほかに、ブルンフェルスは、教育学、アラビア語、薬学、昆虫学、植物学の論文も発表した。植物学の分野では、『本草写生図譜』（ Herbarium vivae icones  , 1530年・1536年、『植物写生図譜』とも）で知られ、他に、Contrafayt Kräuterbuch  (1532-1537)を刊行した。
ナス科の植物属Brunfelsiaはブルンフェルスにちなんで命名された。

## 『本草写生図譜』
『本草写生図譜』は、ブルンフェルスが収集したドイツの植物にドイツ名を添えて、ディオスコリデスなど昔の文献から引用した説明文に、木版画の図版を配した。図版は、アルブレヒト・デューラーの弟子だったハンス・ヴァイディッツが描いたが、その絵は大胆かつ精緻で、従来の型通りの雑な絵とは唖然とするほど違っていた。博物学において、図版を精密にコピーできる木版画の可能性が、陽の目を見た一冊だった。『本草写生図譜』で成し遂げられた図版の革命は、レオンハルト・フックスらの植物書に引き継がれた。
出版業者クリスチャン・エゲノルフは、『本草写生図譜』から多くの図版を流用し、本草書『ハーブ、木、低木、野菜や穀物』（Herbarum, arborum, fruticum, frumentorum ac leguminem , 1533）を出版した。『本草写生図譜』の出版者ヨハン・ショットは、エンゲルノフを著作権の侵害で訴えた。

## 著作の画像

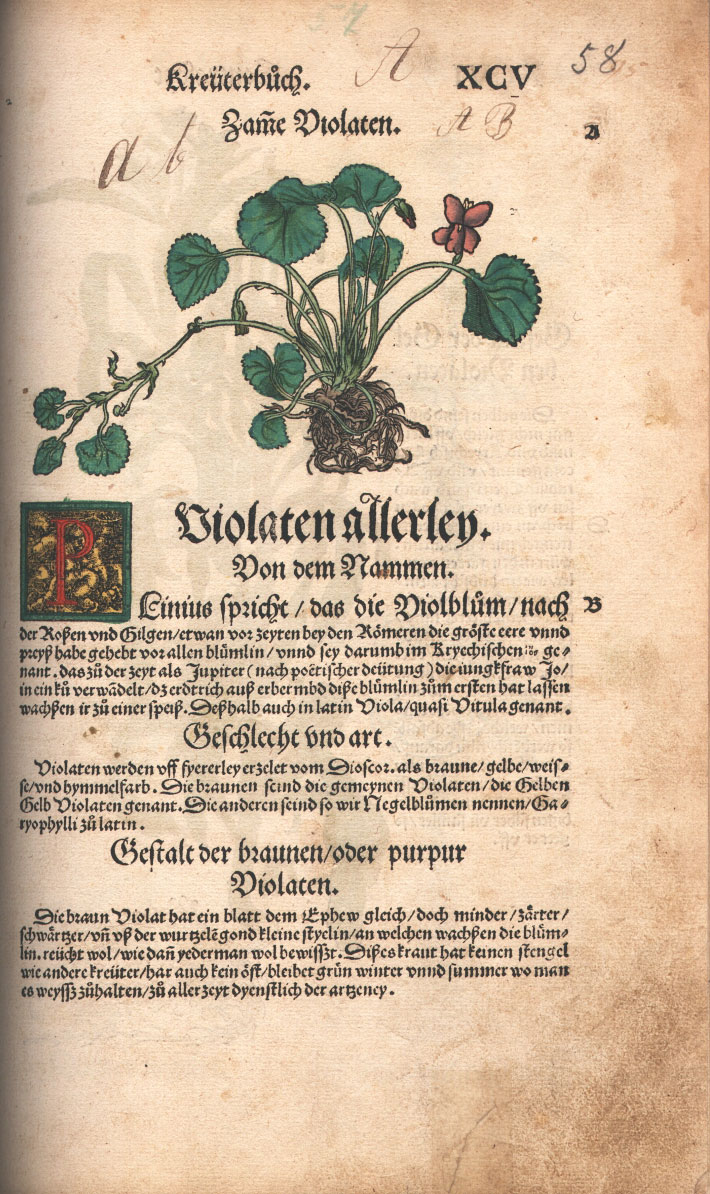
Contrafayt Kreüterbuch
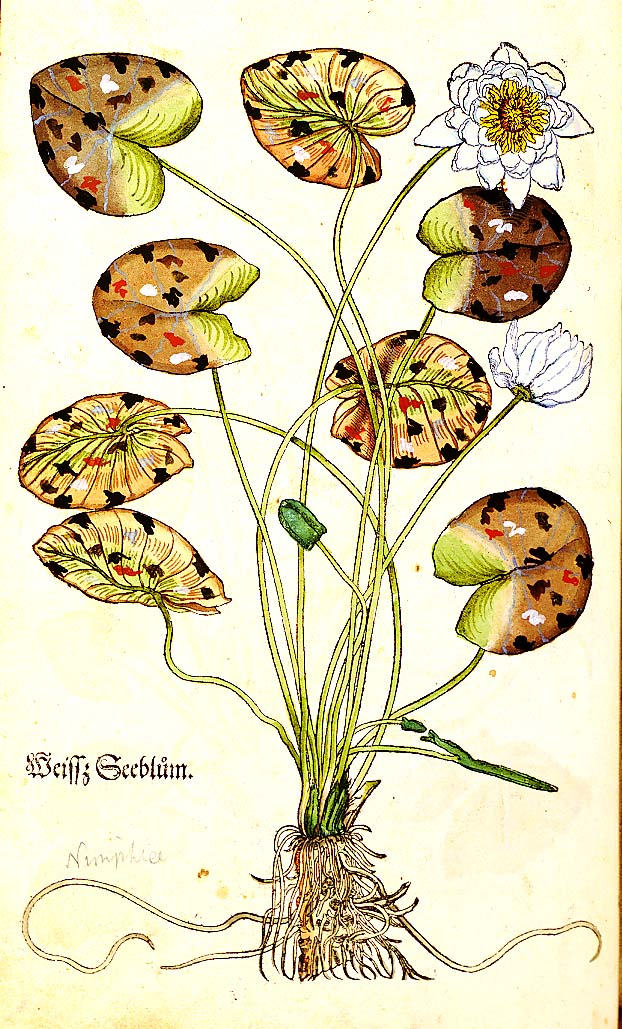
Herbarium vivae eiconesの図版
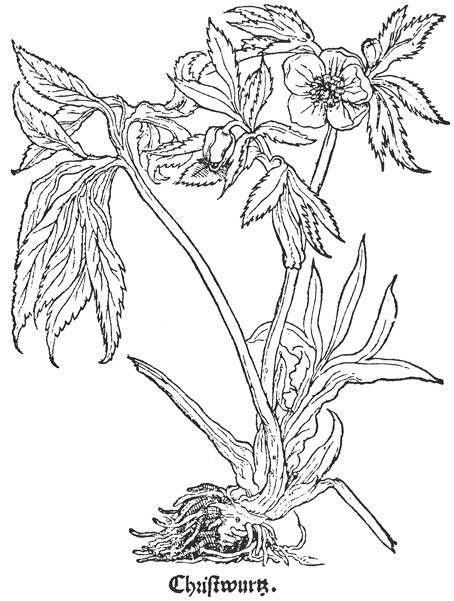
Herbarum vivae eiconesの図版
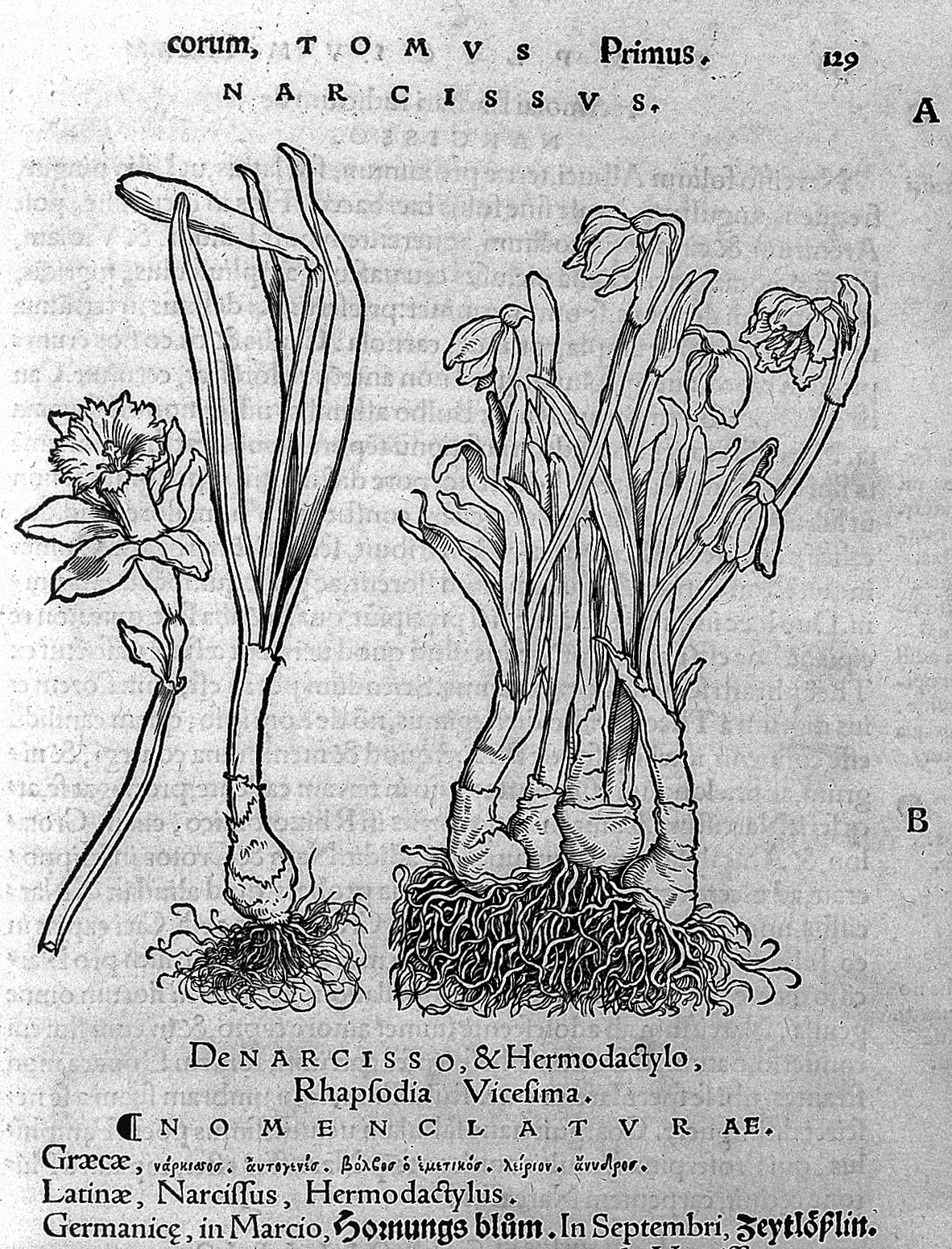

## 著作リスト
- Othonis Brvnfelsii Pro Vlricho Hutteno defuncto ad Erasmi Roter. Spongiam Responsio (1523)
- Processus consistorialis Martyrii Io. Huss (1524); German edition: Geistl. Bluthandel Iohannis Hussz zu Constenz (1524 or 1525)
- Pandectarum Veteris et Novi Testamenti (1527)
- Catalogi virorum illustrium veteris et novi testamenti (1527)
- Catechesis puerorum in fide, in literis et in moribus (1529)
- Herbarum vivae eicones, 3 Bde. (1530-36)
- Catalogus illustrium medicorum seu de primis medicinae scriptoribus (1530)
- Iatron medicamentorum simplicium (1533)
- Contrafayt Kreüterbuch (mit naturgetreuen Abb. v. Hans Weiditz), 2 Vol., (1532-1537)
- Onomastikon medicinae, continens omnia nomina herbarum, fruticum etc. (1534)
- Epitome medices, summam totius medicinae complectens (1540)
- In Dioscoridis historiam plantarum certissima adaptatio (1543)

## 注
1. ↑  ロバート・ハクスリー 著、植松靖夫 訳 『西洋博物学者列伝 アリストテレスからダーウィンまで』 悠書館、2009年